# Rambo

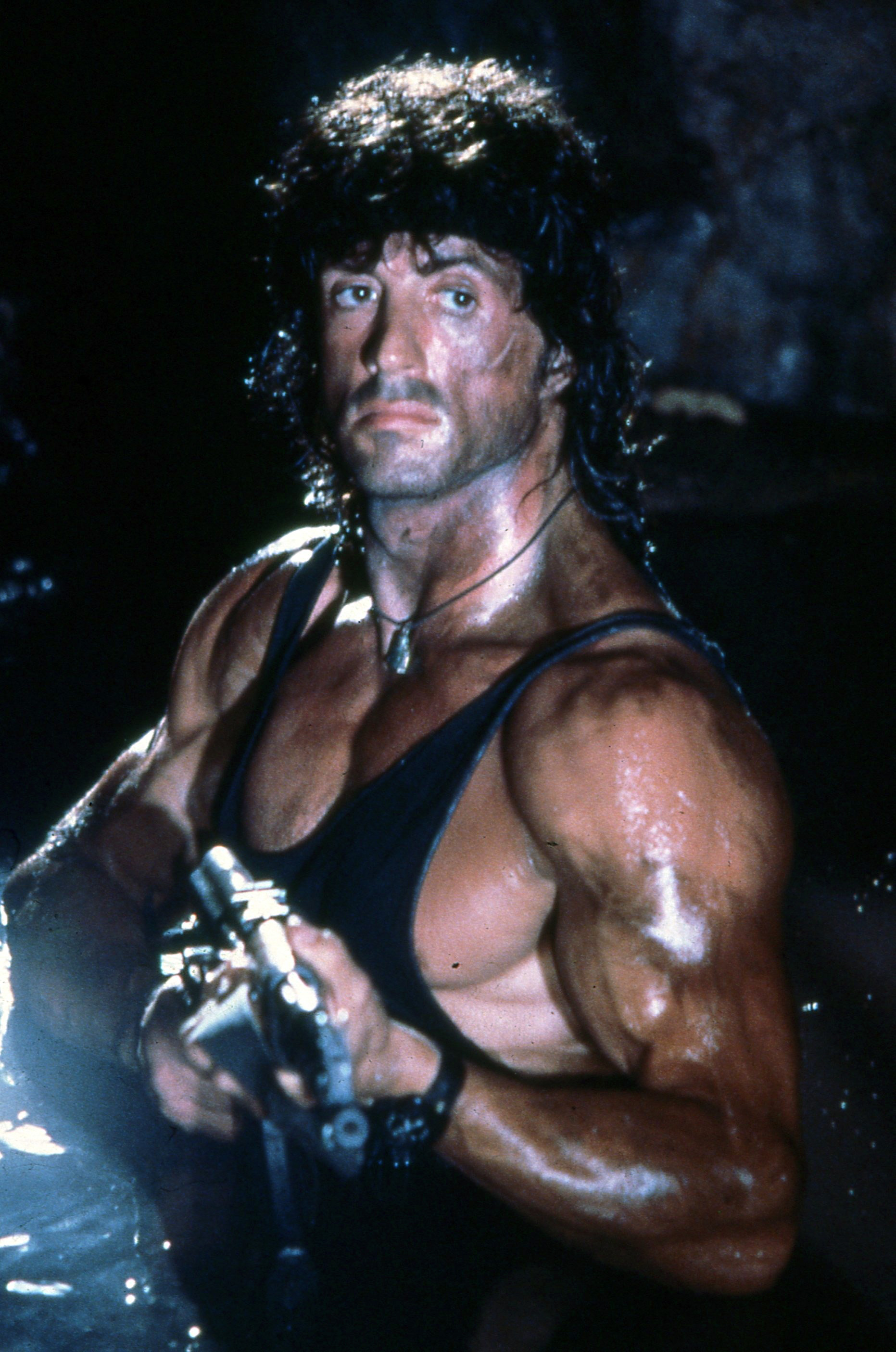
Stallone en Rambo III. Fotografía por Yoni S. Hamenahem.

Rambo es una popular saga de películas de acción protagonizadas por Sylvester Stallone. Está basada en los personajes creados por el novelista David Morrell en su novela First Blood, que también es el título original de la primera película de la saga. Las películas se centran en un veterano de la guerra de Vietnam, John James Rambo, sumamente experto en todas las técnicas de supervivencia y guerra de guerrillas.
La saga consta de cinco películas: 
- Rambo (1982)
- Rambo II (1985)
- Rambo III (1988)
- John Rambo (2008)
- Rambo: Last Blood (2019)

## Personaje

### Historia
El personaje ficticio de John James Rambo nació el 6 de julio de 1947 en Bowie (Arizona), en una familia mezcla de griegos, alemanes y nativos americanos. Al acabar el instituto se alistó para servir voluntariamente en el Ejército de los Estados Unidos, el 6 de julio de 1966, y fue destinado a Vietnam en septiembre de ese mismo año. Regresó a Estados Unidos en 1967 y comenzó a entrenarse como miembro de las Fuerzas Especiales en Fort Bragg, Carolina del Norte. A finales de 1969 fue destinado nuevamente a Vietnam, pero a otro frente de batalla. En noviembre de 1971 fue capturado por las fuerzas norvietnamitas cerca de la frontera con China. Junto a otro prisionero estadounidense donde fue llevado a un campo de prisioneros de guerra (POW, acrónimo en inglés de Prisoners Of War), donde fue torturado. Pudo escapar de aquel campo en 1972, pero le destinaron a otro frente. El 17 de septiembre de 1974 acabó su servicio y pudo volver a casa. A su regreso comprobó la animadversión de muchos de sus conciudadanos hacia aquellos que habían luchado en Vietnam.
Aproximadamente ocho años más tarde, Rambo tiene dificultades para adaptarse a la vida como civil y decide realizar unos viajes por Estados Unidos. Estos viajes darán un nuevo cambio a su vida, quizás más profundo que los que experimentó en la guerra.
Durante su viaje sin rumbo, llega a Hope, un pequeño pueblo de montaña del estado de Washington, y tiene problemas con el sheriff Will Teasle, veterano de la guerra de Corea, que le conmina a irse. Rambo se niega y el sheriff arresta a Rambo por vagabundear y por resistencia (falsa) al arresto.
Es llevado a la comisaría, registrado y golpeado por varios agentes. Durante los golpes y la ducha forzada, Rambo experimentará recuerdos muy vívidos de su estancia como prisionero de guerra. Cuando un oficial de policía trata de afeitarlo, Rambo estalla al recordar un pasaje de su tortura; golpea a los oficiales, roba una motocicleta y se dirige a las montañas para esconderse.
Un pequeño grupo de policías sale en su busca para capturarle, pero en vano, no logra ser capturado debido a que Rambo es especialista en técnicas de guerrilla. Entonces el sheriff Teasle decide llamar a la Guardia Nacional. El antiguo oficial al mando de Rambo, el coronel Sam Trautman, advierte a las autoridades del riesgo de intentar capturar a Rambo, dada su experiencia en combate.
La Guardia Nacional encuentra el escondite de Rambo, la entrada de una mina, y deciden atacarlo con un lanzacohetes M72 LAW. Rambo, sabiendo que sus perseguidores le creen muerto, se escabulle por los túneles y encuentra otra salida cerca de la carretera principal del pueblo. Roba una ametralladora M60 de la Guardia Nacional y vuelve al pueblo, donde se enfrenta nuevamente con el sheriff, quien se entera de que en realidad sobrevivió en la mina. En el pueblo, Rambo atrae al sheriff destruyendo una gasolinera, postes de teléfono y una tienda local para confundirlo psicológicamente.
Rambo localiza a Teasle sobre la azotea de la comisaría y dispara al techo hasta hacerlo caer malherido.

### Adaptación cinematográfica
Hay, sobre todo, dos grandes diferencias entre la novela original y la adaptación cinematográfica. La primera corresponde al trato del personaje: Rambo se comporta en la novela como un frío asesino que se siente perseguido, y acaba con la vida de bastantes de sus perseguidores; en cambio, la película muestra que las (pocas) muertes que causa Rambo nunca son de forma directa. Es un personaje más noble y compasivo, y con tendencia al heroísmo.
La segunda gran diferencia está en el final del personaje. En la novela, Rambo muere a manos de Trautman. El enfrentamiento entre Rambo y el sheriff Teasle (eje de toda la novela) acaba con la muerte de ambos. En la película, se produce una escena dramática, de cuya primera parte se puede concluir, respecto de Rambo, que para él, el mundo no funciona de manera justa debido a que luchó para ganar, perdió, y al volver se encontró con un trato que no merecía; aunque esto se debe más bien a que se vio obligado a cambiar, abruptamente, la vida que llevaba en la guerra a la que se acostumbró, a la vida de un civil cualquiera, y que, por esta misma razón, no ha sido capaz de adaptarse al mundo desde que terminó su servicio, dando a entender que esta "miniguerra" fue lo que terminó por cansarlo. Otro factor influyente fue que perdió a uno de sus mejores amigos de una manera brutal, para acabar desenvolviéndose en un alargado relato de como perdió a este amigo, quien no pudo cumplir sus sueños, dando un paso tras otro hasta el llanto, tras lo cual se rinde y es encarcelado.

## Novelizaciones
El autor David Morrell escribió novelizaciones de las secuelas de First blood, en cuyos guiones no tuvo participación. En ambos libros, Morrell agregó más elementos a sus respectivas historias. En la novelización de Rambo: First Blood Part II, Morrell hizo uso de un guion escrito por James Cameron que había sido descartado para la película; y en el caso de Rambo III, el novelista volvió sobre el tema (abordado en el primer libro) de las secuelas de una guerra en los veteranos.
No se ha anunciado una novelización de la cuarta película.
En las novelas, durante la mayor parte de los capítulos que pasan por las vivencias de Rambo, se identifican más o menos claramente dos maneras de pensar diferentes (aunque esta diferencia es más bien difícil de notar, debido al lenguaje que usa cada una): una que trata de incitar a Rambo primero a razonar y luego a "entrar en acción" y otra que, o se resiste ,o lo evade, o se niega, exponiendo argumentos con que pretende lograr este objetivo. A medida que Rambo va pasando por los acontecimientos, cada parte paralelamente va ganando y perdiendo terreno al tratar de imponerse, pero entretanto la vida de Rambo sigue y este va haciendo cosas mientras ambas partes se disputan el "podium", dejándose influenciar de vez en cuando por alguna de las dos (particularmente la que trata de hacerlo actuar). De hecho, en algunas expresiones de la cara de Rambo se puede advertir claramente esta diferencia, en los momentos en que este se ve en riesgo de comenzar un conflicto con alguien; cada lado de su rostro refleja una de sus dos maneras de pensar.

## Videojuegos
- Rambo, The video game: realizado por Teyon para Xbox 360, PlayStation 3 y PC.
- Rambo, el videojuego: realizado por Acclaim para NES.
- Rambo: Acorralado parte II: para Sega Master System.
- Rambo III: para Sega Genesis.
- Rambo II: para ZX Spectrum, Amstrad CPC y Commodore 64.
- Rambo III: realizado por Ocean Software para ZX Spectrum, Commodore 64, Amiga, Atari ST, Amstrad CPC y MSX.
- También ha aparecido en Call of Duty: Black Ops Cold War y Call of Duty: Warzone , Contra y como DLC del videojuego Mortal Kombat 11

## Controversia
Las películas de Rambo han sido muy criticadas por su excesiva violencia. Se considera que la primera parte, First Blood (Rambo I o Acorralado), es la mejor de la saga, ya que tiene un tono que la diferencia bastante de sus secuelas. La segunda y la tercera parte, sin embargo, inciden en un grado de violencia que ha provocado la mayoría de los reproches hacia la saga. Según el Libro Guinness de los Récords de 1990, Rambo III era la película más violenta jamás rodada hasta entonces: 221 actos violentos y más de 108 víctimas mortales. No obstante, esas cifras fueron superadas con la cuarta película.
La mayor polémica llegó el 19 de agosto de 1987. En el pequeño pueblo inglés de Hungerford, un hombre armado empezó a disparar en la calle, causando 16 muertos y numerosos heridos, para después suicidarse (hecho conocido como la Masacre de Hungerford). Mucha gente usó este incidente como demostración de que las películas violentas, particularmente la saga Rambo, tenían un peligroso impacto en las personas.

## Música
La banda sonora original de las tres películas fue compuesta y dirigida por Jerry Goldsmith. En la segunda película, la música fue interpretada por la Orquesta Filarmónica Nacional, y en la tercera película, por la Hungarian State Opera Orchestra. El tema principal de First Blood fue la base de la canción que aparece al final de la primera película: It's a long road, interpretada por Dan Hill. La banda sonora de la cuarta película fue realizada por Brian Tyler, aunque basándose en parte en las composiciones previas de Goldsmith.